# Cheonggukjang
Cheonggukjang (hangul: 청국장; hanja: 淸麴醬) é um alimento tradicional coreano feito pela fermentação da soja. Ele contém soja inteira e também moída.

## Produção
Pode ser feita em dois a três dias através da fermentação da soja cozida, adicionando Bacillus subtilis, que normalmente está contido no ar ou na palha do arroz, a cerca de 40°C sem adição de sal, em comparação com o período de fermentação muito mais longo necessário para doenjang, outra variedade menos picante de pasta de soja coreana. Como muitas formas de doenjang, o cheonggukjang tem textura pastosa, mas também inclui alguns grãos de soja inteiros e não esmagados.
Cheonggukjang também pode ser feito fermentando a soja fervida em um local quente, triturando uma porção dela e adicionando sal e pimenta vermelha em pó.

## Cultura alimentar
Cheonggukjang é mais frequentemente usado para preparar um guisado, que também é chamado simplesmente de cheonggukjang, mas pode ser chamado de cheonggukjang jjigae para evitar confusão. Cheonggukjang jjigae geralmente inclui ingredientes adicionais, como batatas, cebolas e tofu.